# 鸣沙山 (木垒县)
鸣沙山，位于中国新疆维吾尔自治区昌吉回族自治州木垒哈萨克自治县东北，距县城130公里，是目前我国最大的鸣沙山之一。
当地哈萨克人称其为“阿依艾库木”，意为“有声音的沙漠”。